# Megan Fahlenbock
Megan Fahlenbock, née le 30 juin 1971 à Toronto, en Ontario) est une actrice canadienne.

## Biographie
Après avoir obtenu un diplôme en anthropologie à l'université McGill de Montréal, Megan Fahlenbock entreprend une carrière de comédienne. Elle est notamment connue pour ses rôles dans les séries télévisées d'animation canadiennes 6teen dans laquelle elle prête sa voix au personnage de Jen Masterson (90 épisodes entre 2004 et 2010), et L'Île des défis extrêmes (Total Drama Island) (2007) ainsi que dans les films Resident Evil: Apocalypse d'Alexander Witt (2004) et The Baby Formula d'Alison Reid (2008).

## Filmographie partielle

### Cinéma
- 2001 : Get Over It de Tommy O'Haver : Shirin Kellysa
- 2004 : Resident Evil: Apocalypse d'Alexander Witt : Marla Mapes
- 2006 : Sam's Lake (en) d'Andrew C. Erin (en) : Melanie
- 2008 : The Baby Formula d'Alison Reid : Lilith
- 2008 : Hooked on Speedman de Michelle Ouellet : Christy
- 2009 : The Death of Alice Blue de Park Bench : Sharon

### Télévision
- 1999 : Destins croisés (série télévisée, 1 épisode) : Brooke Canby, jeune
- 2000 : Meurtre à l'eau de rose (The Deadly Look of Love), de Sollace Mitchell (téléfilm) : Veronica Flanders
- 2004-2010 : 6teen (série télévisée d'animation) : Jen Masterson
- 2007 : L'Île des défis extrêmes (Total Drama Island) (série télévisée d'animation) : Gwen
- 2007 : Petits crimes entre époux ( 'Til Death Do Us Part) (série télévisée, 1 épisode) : Sheila Prescott
- 2011 : Les Vies rêvées d'Erica Strange (Being Erica) (série télévisée, 1 épisode) : Shanley
- 2011 : Suits : Avocats sur mesure (série télévisée, 1 épisode) : Madison Price
- 2013 : The Listener (série télévisée, saison 4, épisode 10) : Heather Brown